# James G. Polk

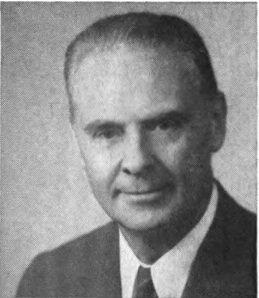
James G. Polk (1955)

James Gould Polk (* 6. Oktober 1896 im Highland County, Ohio; † 28. April 1959 in Washington, D.C.) war ein US-amerikanischer Politiker. Zwischen 1931 und 1941 sowie nochmals von 1949 bis 1959 vertrat er den Bundesstaat Ohio im US-Repräsentantenhaus.

## Leben
James Polk wuchs auf einer Farm im Highland County auf und besuchte die öffentlichen Schulen seiner Heimat. Im Jahr 1915 absolvierte er die New Vienna High School, ebenfalls in Ohio. Danach besuchte er das Agricultural College of Ohio, das zur Ohio State University gehörte. Im September 1918 wurde er in der Endphase des Ersten Weltkrieges für zwei Wochen zum Militär eingezogen. Er wurde aber umgehend aus gesundheitlichen Gründen ausgemustert. 1919 absolvierte er die Ohio State University. Anschließend schlug er eine Laufbahn im Schuldienst ein. Von 1919 bis 1920 war er Principal der New Vienna High School; von 1920 bis 1922 hatte er als Schulrat die Aufsicht über die öffentlichen Schulen in New Vienna. Nebenher arbeitete er auch noch in der Landwirtschaft. Von 1923 bis 1928 leitete er die Hillsboro High School. Politisch schloss er sich der Demokratischen Partei an.
Bei den Kongresswahlen des Jahres 1930 wurde Polk im sechsten Wahlbezirk von Ohio in das US-Repräsentantenhaus in Washington gewählt, wo er am 4. März 1931 die Nachfolge des Republikaners Charles Cyrus Kearns antrat. Nach vier Wiederwahlen konnte er bis zum 3. Januar 1941 fünf Legislaturperioden im Kongress absolvieren. Diese waren anfangs von den Ereignissen der Weltwirtschaftskrise geprägt. Zwischen 1933 und 1941 wurden die New-Deal-Gesetze der Bundesregierung unter Präsident Franklin D. Roosevelt verabschiedet. 1935 wurden erstmals die Bestimmungen des 20. Verfassungszusatzes angewendet, wonach die Legislaturperiode des Kongresses jeweils am 3. Januar endet bzw. beginnt.
Im Jahr 1940 verzichtete Polk zunächst auf eine weitere Kandidatur. Zwischen 1942 und 1946 arbeitete er für das US-Landwirtschaftsministerium. Bei den Wahlen des Jahres 1948 wurde er erneut im sechsten Distrikt seines Staates in den Kongress gewählt, wo er am 3. Januar 1949 Edward Oscar McCowen ablöste. Nach fünf Wiederwahlen konnte er sein Mandat bis zu seinem Tod am 28. April 1959 ausüben. In diese Zeit fielen der Beginn des Kalten Krieges, der Koreakrieg und innenpolitisch die Bürgerrechtsbewegung. James Polk wurde in Highland beigesetzt.